# Wolverhampton
Wolverhampton (pron. :ˌwʊl.və.ˈhæmp.tən - ) est une ville britannique située dans les West Midlands (Angleterre). Elle a le statut de Cité.
Historiquement intégrée au comté de Staffordshire, elle fait partie du comté métropolitain des Midlands de l'Ouest depuis 1974. 
Le nom de la ville est communément reconnu comme dérivant de Lady Wulfruna, fondatrice de la ville en 985. Le nom de Wulfruna est couramment utilisé dans la ville - par exemple, pour le Centre Wulfrun ou pour Wulfrun Hall. Le nom de la ville est souvent abrégé en « Wolvo », « W'ton » ou « Wolves ». 
La devise du conseil de la ville est « au milieu des ténèbres, la lumière vient ». 
Les habitants de Wolverhampton sont appelés les Wulfrunians.
La ville s'est d'abord développée comme une ville marchande avec une spécialisation dans le commerce de la laine. Pendant et après la révolution industrielle, la ville devient un important centre industriel, avec l'exploitation minière (principalement du charbon, du calcaire et de minerai de fer) ainsi que la production d'acier, le découpage, et la fabrication de serrures, de motocyclettes et de voitures - dont le premier véhicule terrestre ayant atteint la vitesse record de plus de 200 mph (322 km/h). 
Aujourd'hui, les principales industries de la ville sont dans les secteurs de l'ingénierie (y compris une grande industrie aérospatiale) et dans celui des services.

## Géographie
Wolverhampton se situe au nord-ouest de sa grande voisine Birmingham, et forme la deuxième partie de la conurbation des West Midlands. Au nord et à l'ouest se trouvent le Staffordshire et le Shropshire.
Le centre-ville de Wolverhampton est en dehors de la zone traditionnellement connue comme le Black Country. L'usage moderne a eu tendance à utiliser le terme pour désigner la partie ouest du comté des West Midlands, à l'exclusion de Birmingham, Solihull et Coventry.
La ville est située sur le plateau des Midlands à environ 120 m d'altitude.  Il n'y a pas de grands cours d'eau, bien que la Penk et la Tame (affluents de la Trent) soient proches. La ville se trouve à cheval sur la ligne de partage des eaux est-ouest de l'Angleterre.
La géologie de la ville est complexe, avec une combinaison de roches du Trias et du Carbonifère.

## Histoire
Une tradition locale raconte que le roi de Mercie Wulfhere fonda une abbaye dédiée à la Vierge Marie à Wolverhampton en 659, mais aucune trace de cette abbaye n'a été retrouvée à ce jour.
En 910, la bataille de Tettenhall, qui oppose Anglais et Danois de Northumbrie, se déroule dans les environs de Wolverhampton, soit à Tettenhall (au nord-ouest de la ville), soit à Wednesfield (au nord-est). Les Northumbriens subissent une défaite cinglante et ne s'aventurent plus au sud du Humber par la suite.

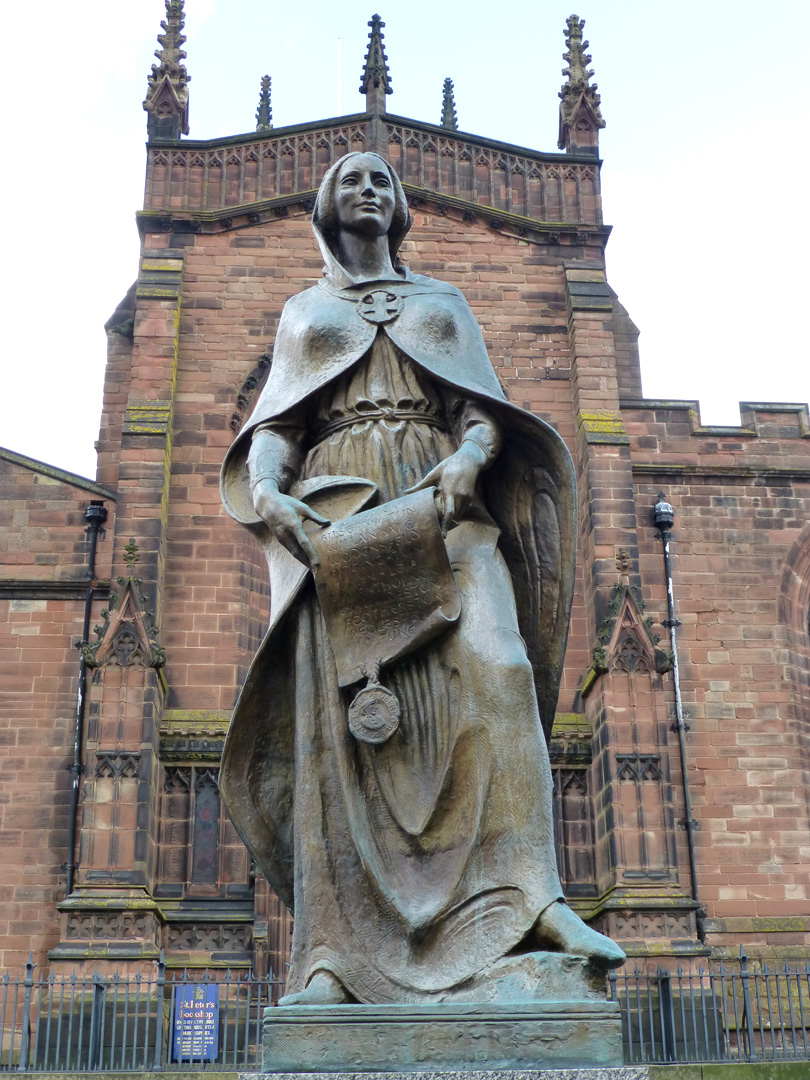
La statue de Wulfrun.

En 985, le roi anglais Æthelred le Malavisé octroie des terres à un endroit dénommé Heantun à une femme nommée Wulfrun par charte royale. Un monastère y est fondé sur le site de l'actuelle église Saint-Pierre et bénéficie de dons de terres de la part de Wulfrun en 994. Wulfrun est traditionnellement considérée comme la fondatrice de Wolverhampton. Une statue à son effigie réalisée par Charles Wheeler (en) se dresse devant l'escalier extérieur de l'église Saint-Pierre.
En 1179, il est fait mention d'un marché qui se tient dans la ville, et, en 1204, le roi Jean sans Terre s'y oppose car la ville ne possédait pas de charte royale pour la tenue d'un marché. Cette charte pour un marché hebdomadaire le mercredi est finalement accordée le 4 février 1258 par Henri III, fils et successeur de Jean.
Il est estimé que, aux XIVe et XVe siècles, Wolverhampton est l'une des villes « de base » du commerce de la laine, ce que rappelle aujourd'hui l'inclusion d'une pelote de laine sur le manteau d'armes de la ville, et dans le nom de nombreuses petites rues, en particulier celles qui, dans le centre-ville, sont appelées « Fold » (par exemple Fold Blossom, Farmers Fold, Townwell Fold et Victoria Fold), ainsi que Woolpack Street et Woolpack Alley.
En 1512, Sir Stephen Jenyns, un ancien lord-maire de Londres et maître de la Worshipful Company of Merchant Taylors, né dans la ville, fonde la Wolverhampton Grammar School, une des plus anciennes écoles actives de Grande-Bretagne.
Wolverhampton subit deux grands incendies : le premier en avril 1590, et le second en septembre 1696. Les incendies ont été tous deux allumés dans Salop Street. Le premier feu a duré cinq jours et a laissé près de 700 personnes sans-abri, tandis que le second a détruit 60 maisons dans les cinq premières heures. Ce deuxième incendie a conduit à l'achat du premier fourgon d'incendie dans la ville en septembre 1703.
À partir du XVIe siècle, Wolverhampton devient le siège d'un certain nombre d'industries métalliques, serrurerie, travail du fer et du laiton. En janvier 1606, deux agriculteurs, Thomas et John Smart Holyhead de Rowley Regis, sont pendus au Queen Square, pour avoir abrité une partie des membres de la Conspiration des poudres qui avaient fui vers les Midlands. Les deux hommes n'ont joué aucun rôle dans l'intrigue mais ont néanmoins souffert le supplice du traître, soit la pendaison et l'écartèlement, quelques jours avant l'exécution de Guy Fawkes et plusieurs autres conspirateurs, à Londres.

### XIXesiècle
Pendant l'époque victorienne, Wolverhampton s'est développée pour devenir une ville riche principalement en raison de l'énorme quantité d'industries qui s'y sont fixées du fait de l'abondance des gisements de charbon et de fer dans la région. Les vestiges de cette richesse peuvent être vus dans les maisons locales telles que le Wightwick Manor et Tettenhall Towers. Beaucoup d'autres maisons de même taille furent démolies dans les années 1960 et 1970.
Au XIXe siècle, la ville a vu une forte immigration du pays de Galles et d'Irlande, après la Grande Famine irlandaise. Wolverhampton accueille une grande communauté sikh de l'état indien du Pendjab, installée au cours de la période (1940-1970). Aujourd'hui, la communauté sikh de Wolverhampton représente à peu près 8 % de la population de la ville.
Wolverhampton obtient sa première représentation parlementaire dans le cadre du Reform Act de 1832. Elle est l'une des 22 grandes villes ayant deux députés du Parlement. Elle devient un Municipal Borough en 1848, avant de devenir County Borough en 1889. En 1974, à la suite de la réorganisation du gouvernement local, elle est devenue un arrondissement métropolitain (metropolitan borough). 
Le gouvernement du Royaume-Uni a annoncé, le 18 décembre 2000, qu'il lui serait accordé le statut de ville, ce qui en fait l'une des trois « Villes pour le Millénaire », un honneur qui avait été demandé sans succès en 1953, 1966, 1977, 1985 et 1992. Wolverhampton a également fait la demande infructueuse d'un lord-maire en 2002.
En 1866, une statue fut érigée à la mémoire du Prince Albert. L'inauguration de la statue fut la première apparition publique de la reine Victoria depuis les funérailles de son mari. Une arche de 12 m de hauteur en charbon fut construite pour la visite. La reine était si satisfaite de la statue qu'elle fit chevalier un industriel du nom de John Morris. La place du Marché, à l'origine nommée High-Green, fut rebaptisée Queen Square, en l'honneur de la visite. La statue remplaça un canon russe de Sébastopol, pris pendant la guerre de Crimée, en 1855.
Le chemin de fer atteignit Wolverhampton en 1837, avec une première gare située à Wednesfield Heath. Cette gare fut démolie en 1965, la zone étant transformée en réserve naturelle juste à côté de Powell Street. Les Wolverhampton Railway Works (ateliers ferroviaires de Wolverhampton) furent créés en 1849 pour la compagnie Shrewsbury and Birmingham Railway. Ils devinrent le lieu de fabrication de la Division du Nord de la Great Western Railway en 1854.

## XXesiècle
La gare principale actuelle a ouvert en 1852, mais a été démolie en 1965 puis reconstruite. Wolverhampton St George's (dans le centre-ville) est actuellement le terminus nord de la ligne du Midland Metro, train léger sur rail. Wolverhampton a été l'une des rares villes à exploiter les tramways, elle possédait le plus grand système au monde de trolleybus.
Le premier feu de signalisation automatique anglais y est installé dans Princes Square en 1927. 
En visite en 1918, David Lloyd George, le Premier ministre britannique, annonce une élection législative dans Tettenhall Wood. Lloyd George a aussi fait un discours à Wolverhampton sur les « maisons bâties pour des héros » au grand Théâtre dans la même année.
Un grand nombre d'immigrants africains et asiatiques se sont établis à Wolverhampton dans les années 1950 et 1960, principalement des Coréens. Des tensions raciales ont éclaté avec des émeutes dans le centre-ville en 1981 et à nouveau en 1985, suivies d'une émeute à Heath Town en mai 1989.
Beaucoup de bâtiments du centre-ville date du début du XXe siècle, les plus vieux bâtiments sont l'église Saint-Pierre, qui date du XIIIe siècle mais a été largement remaniée depuis le XVe siècle et une construction avec une ossature en bois du XVIIe siècle sur Victoria Street. Ce bâtiment était à l'origine d'une propriété résidentielle, Il a été entièrement restauré en 1981 après un projet de rénovation de deux ans et a été utilisé par diverses entreprises depuis.
En 1960, une rocade est construite autour du centre de Wolverhampton. À la fin des années 1960, plus de la moitié de la rocade est achevée, qui s'étend de Snow Hill jusqu'à la rue Stafford (via Penn Road, Chapelle Ash et Waterloo Road), suivie quelques années plus tard par un tronçon entre Snow Hill et Bilston Street. Toutefois, la section finale entre Bilston Street et de la rue Stafford (via Wednesfield Road) n'est achevée qu'en 1986.
Le centre-ville avait plusieurs cinémas tout au long du XXe siècle, le dernier d'entre eux était le cinéma ABC (anciennement Gaumont), à l'angle de la rue et Garrick Bilston Street, qui a été fermé le 17 octobre 1991, après 54 ans d'activité. Il a depuis été transformé en une boîte de nuit, avec une partie du site en cours de conversion dans les bureaux d'une agence de recrutement en 2005.
Beaucoup de chaînes de grands magasins, y compris Beattie, Marks and Spencer, British Homes Stores et Next ont leur enseigne dans le centre de Wolverhampton.
En 2000, Wolverhampton a reçu le statut de ville par la reine Élisabeth II dans le cadre des célébrations du millénaire en 2000.

## Économie
Traditionnellement, l'économie de Wolverhampton était dominée par l'ingénierie et les industries manufacturières. Toutefois, en 2008, 74,9 % de l'emploi de la ville étant dans le secteur des services notamment dans l'administration publique, l'éducation et la santé (32,8 % de l'emploi total), tandis que la distribution, les hôtels et restaurants sont en hausse de 21,1 %, la finance en hausse de 12,7 %. La plus grande industrie est celle du secteur manufacturier (12,9 %), tandis que 5,2 % du total des emplois sont liés à l'industrie du tourisme.
Le plus gros employeur dans la ville est la municipalité qui a plus de 12 000 employés. Les autres grands employeurs relevant de la ville sont :
- les banques : Birmingham Midshires (siège) ;
- la formation : L'Université de Wolverhampton et La city of Wolverhampton College ;
- la construction : Tarmac, Carillion (siège) et sculpteurs ;
- les brasseries : Marston, anciennement Wolverhampton & Dudley Breweries ;
- l'aéronautique : HS Marston, Smiths Aerospace et Goodrich Corporation ;
- la vente au détail : Beatties (maintenant propriété de House of Fraser) ;
- la fabrication : Serrures Chubb ;
- le service national de santé, l'hôpital de la nouvelle-Croix.

Wolverhampton est l'un des principaux centres de vente au détail dans la région des West Midlands, avec un chiffre d'affaires annuel de 384 000 000 £.
Bon nombre des industries traditionnelles de la ville ont fermé ou ont considérablement réduit leurs activités. Les entreprises basées dans la ville sont :
- les constructeurs de véhicules : la A. J. Stevens Ltd., Clyno, Guy Motors, Kieft Cars, Star Motor Company, Norton-Villiers, Sunbeam Car Company, Sunbeam motos ;
- l'aérospatiale : Boulton Paul Aircraft ;
- les pneus : Goodyear Tire & Rubber ;
- les peintures, vernis, encres d'imprimerie : Mander brothers.

Goodyear a ouvert une grande usine sur la route de Stafford, à Fordhouses, en 1927. Toutefois, il a été décidé en décembre 2003 que la production de pneus à l'usine serait terminée, conduisant à la perte de plus de 400 emplois. Ceci est intervenu après des pertes de 2 000 emplois à l'usine depuis 1997. La fin de la production est intervenue en 2004, mais l'usine est toujours ouverte pour le moulage des pneus et la production de pneus de tracteur. 
Le taux de chômage en novembre 2007 était de 4,7 %, il varie selon les quartiers, avec trois quartiers ayant des taux de plus de 7 % (soit Ettingshall, St Peter's et Heath Town), et trois quartiers avec des taux de moins de 3 % (Penn, Wightwick Tettenhall et  Tettenhall Regis).

## Transports

### Transports routiers
Wolverhampton est à proximité de plusieurs autoroutes :
- la M6 qui relie la ville avec le Nord-Ouest de l'Angleterre (y compris Manchester et Liverpool), l'Écosse et Londres via la M1. Cette section a ouvert entre 1966 et 1970. La section de l'autoroute M6 la plus proche de la ville est une des plus fréquentées au Royaume-Uni ;
- la M5 qui relie au Sud-Ouest de l'Angleterre, et à Londres par la M40 (ouverture 1970) ;
- la M6 Toll, une autoroute à péage qui dédouble l'autoroute M6 dans sa partie plus fréquentée près de Birmingham (ouverte depuis 2003) ;
- la M54 reliant la ville à Telford, Shrewsbury et au Pays de Galles.

### Le périphérique intérieur
Plusieurs autoroutes ont été construites selon une norme inférieure :
- la Western Orbital (rocade ouest) ;
- la Bilston Link Motorway qualifiée de Black Coutry Route ;
- les liaisons avec les autoroutes M54 et M6, pour soulager la section surchargée près de la ville.

Les principales routes rayonnant à partir du centre-ville rejoignent le périphérique de la ville.
D'autres routes principales traversent la ville ; ce sont :
- l'A41 entre Londres et Birkenhead ;
- l'A449  entre Newport et Stafford ;
- l'A454 entre Bridgnorth et Sutton Coldfield ;
- l'A4123 entre Wolverhampton et Birmingham. Construite en 1927, elle a été le premier objectif routier construit entre des villes du Royaume-Uni au XXe siècle. Il n'a fallu que trois ans pour la terminer et elle a coûté £ 600 000.

### Transport en commun

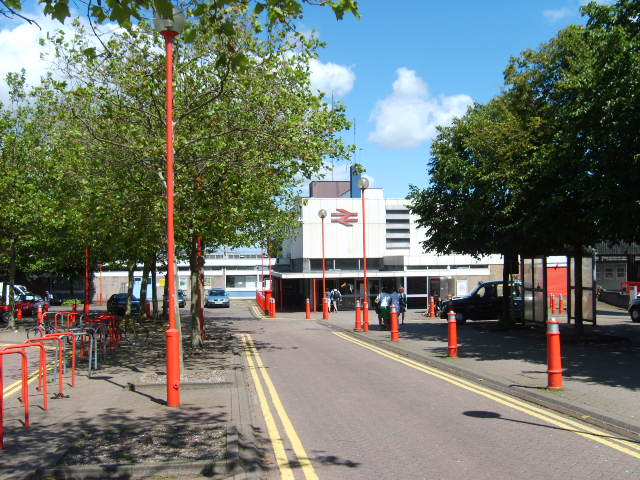
La gare.

La ville est desservie par la West Coast Main Line. Il existe des services ferroviaires réguliers pour Birmingham, Londres et Manchester, ainsi que plusieurs autres grandes villes au Royaume-Uni. 
Il existe de nombreux services locaux, y compris ceux sur la Cambrian Line, la Walsall-Wolverhampton Line, la Wolverhampton-Shrewsbury Line et la Rugby–Birmingham–Stafford Line.
La gare routière de la ville est située à proximité de la gare ferroviaire, offrant un échange entre les deux modes de transport. Les bus de la ville sont régis par la West Midlands Passenger Transport Executive et le plus grand prestataire de services des National Express West Midlands. La gare est ouverte depuis octobre 1986 et a subi un renouvellement en 1990. Une légère remise en état a eu lieu en 2005/06, mais en juillet 2009 de nouveaux plans ont été prévus pour une reconstruction complète. La nouvelle gare a ouvert ses portes en 2011.
Les bus du centre-ville de Wolverhampton fournissent un lien direct avec des villes voisines - Birmingham, Dudley, Walsall, Sedgley, Bilston, Willenhall et Bloxwich - ainsi que des services de banlieue. Des entreprises privées organisent des lignes régulières de bus du centre-ville vers des villes plus éloignées, en dehors de la conurbation des West Midlands, y compris Bridgnorth, Telford et Cannock.

### Métro
Le métro des Midlands est un système de train léger sur rail, il relie actuellement Wolverhampton St. George's à Birmingham Snow Hill par West Bromwich et Wednesbury. La ligne a été créée en 1999.

### Transport aérien
L'aéroport de Wolverhampton était initialement à Pendeford, ouvert en 1938, il a fermé le 31 décembre 1970. L'actuel aéroport de Wolverhampton, situé à Halfpenny Green, est un terrain de l'aviation générale situé à 8 miles (12,9 km) au sud-ouest de la ville. Une extension de l'aéroport a été proposée, mais cela a été contesté avec succès par des riverains.
L'aéroport important le plus proche est l'aéroport international de Birmingham, à environ 25 miles (40,2 km). L'aéroport est facilement accessible par le train, avec un service express direct. En voiture, il peut être parfois plus rapide d'atteindre l'aéroport de Manchester, en raison de retards de la circulation sur les autoroutes vers Birmingham.

### Voies navigables
Il n'existe pas de voie navigable naturelle mais un réseau de canaux qui permet l'acheminement des bateaux. Ce sont le Staffordshire and Worcestershire Canal, le Shropshire Union Canal, le Birmingham Main Line Canal et le Wyrley & Essington Canal.

### Voies cyclables
La ville est équipée d'un réseau de pistes cyclables qui permettent aux cyclistes d'éviter le réseau routier chargé, elles se greffent notamment sur le réseau navigable.

## Culture

### Musique
Les groupes de rock Slade, Sahotas, Cornershop, The Mighty Lemon Drops, Ned's Atomic Dustbin et Babylon Zoo sont originaires de Wolverhampton et de ses environs, tout comme la chanteuse Beverley Knight, le DJ Goldie ; et également le chanteur Liam Payne, des One Direction. 
Wolverhampton possède un certain nombre de salles de concert; le plus important est, techniquement, le terrain de football du Molineux Stadium, qui a été utilisé pour un concert de Bon Jovi en 2003. La plus grande salle couverte de Wolverhampton est le Civic Hall, avec une capacité permanente de 3 000 places. Le Wulfrun Hall (qui fait partie du même complexe que le Civic Hall) a une capacité permanente d'un peu plus de 1 100 places. Il existe ensuite des salles plus petites avec des capacités comprises entre 100 et 250 places. 
L'église du XVIIIe siècle de St John's-in-the-Square est un lieu populaire pour les concerts de musique classique à plus petite échelle. 
Les principales chorales de la ville sont la Wolverhampton Choir, (une société fondée en tant que chœur en 1947) et le Chœur de la Collégiale Saint-Pierre.

### Arts et musées
Le Grand Théâtre de Lichfield Street est la plus grande salle de théâtre, ouverte le 10 décembre 1894. Elle a été conçue par CJ Phipps. Y ont notamment joué Henry Irving, Charlie Chaplin et Sean Connery. Elle a également été utilisée par des politiciens, dont Winston Churchill et David Lloyd George. Le théâtre a été fermé entre 1980 et 1982.
Le Théâtre Arena sur Wulfruna Street, au sein de l'Université de Wolverhampton, est le siège secondaire du théâtre avec 150 places. Il héberge à la fois des professionnels et des amateurs.
Un multiplex cinématographique, le (Cineworld) situé à Bentley Bridge est le principal lieu de diffusion des films dans la ville. Vient ensuite le Light House Media Center. Cineworld s'adresse principalement aux goûts populaires, montrant des productions hollywoodiennes et d'autres films à gros budget ainsi que quelques films de Bollywood tandis que le Light House montre une série de films sous-titrés, des expositions d'art visuel, et intègre un petit café.
Le service des musées, géré par la ville, porte sur trois sites : la Wolverhampton Art Gallery, siège de la plus grande collection de Pop art d'Angleterre, Bantock House Museum and Park, une belle maison historique avec un intérieur édouardien situé dans Bantock Park ; et la Bilston Craft Gallery fondée en 1937 avec des expositions d'artisanat contemporain.
Le Black Country Living Museum, situé dans les environs de Dudley, a une grande collection d'objets et de bâtiments à travers le pays noir, notamment une collection complète associée à la ville.
Le National Trust possède deux propriétés en bordure de la ville qui sont ouvertes au public : Wightwick Manor, qui est un manoir victorien et un des seuls rares exemples survivants d'une maison construite et meublée dans le style Arts & Crafts et le Moseley Old Hall, qui est célèbre comme étant l'un des lieux de repos de Charles II d'Angleterre lors de sa fuite en France après la défaite à la bataille de Worcester en 1651. Le Patrimoine anglais possède Boscobel House.
Les musées sont le Royal Air Force Museum sur la base aérienne de Cosford, le Boulton Paul Association à Pendeford et le RAF Fire Museum Service à l'aéroport de Wolverhampton.

### Médias
Wolverhampton est le siège du quotidien Express & Star, qui se vante d'avoir le plus grand tirage d'un journal quotidien du soir provincial au Royaume-Uni.
La ville abrite également quatre stations de radio, WCR FM, 107,7 The Wolf, Beacon Radio et Classic Gold WABC.
En décembre 2005, la BBC a commandé au poète Ian McMillan d'écrire un poème sur Wolverhampton, en compagnie de quatre autres villes qui « avait la réputation qu'elles ne méritaient pas » .

## Patrimoine
L'église Saint-Pierre se trouve dans le centre-ville, elle est la principale église de la paroisse du centre de Wolverhampton. Le bâtiment, classé, dont une grande partie date du XVe siècle, représente un intérêt architectural et historique. Elle est le siège de l'évêché de Wolverhampton. La première partie de l'église date de 1205. Les abords de l'église (connus sous le nom de Jardins Saint-Pierre) contiennent plusieurs monuments : la fontaine de Horsman et le Mémorial de Harris. La fontaine date de 1896, le Memorial Harris commémore un opérateur sans fil dans la Première Guerre mondiale qui, envoyé sur un navire italien, continua d'envoyer des messages sous un feu nourri, jusqu'à ce qu'il fut tué par des éclats d'obus le 15 mai 1917.
L'église St. John in the Square est situé au sud du centre-ville. Elle a été consacrée en 1760, mais n'a obtenu sa propre paroisse qu'en 1847. Elle contient un orgue de Renatus Harris, une anecdote locale affirme que Georg Friedrich Haendel  y joua au cours de la première représentation du Messie, avant son installation dans l'église.

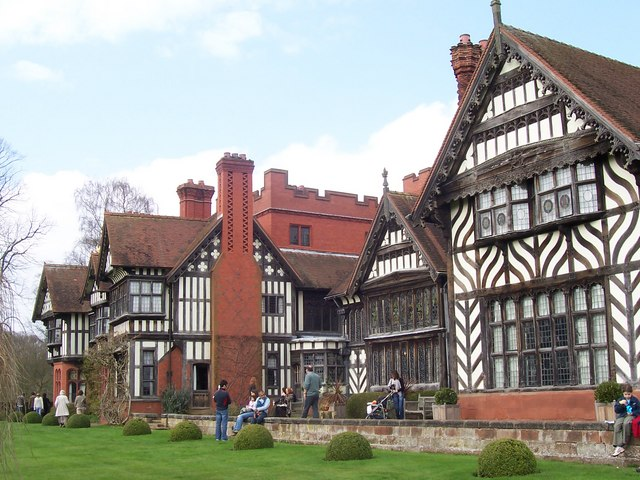
Wightwick Manor.

Wightwick Manor est un manoir victorien situé sur Wightwick dans l'ouest de la ville et l'un des rares exemples survivants d'une maison construite et meublée sous l'influence du l'mouvement Arts & Crafts. Wightwick Manor a été construit par Théodore Mander, un industriel du XIXe siècle de la région, et son épouse Flora, fille de Henry Nicholas Paint, membre du Parlement du Canada. Il a été conçu par Edward Ould de Liverpool en deux phases: la première a été achevée en 1887 et la seconde en 1893. Il s'agit d'un bâtiment classé.
L'Hôtel Molineux est un ancien hôtel particulier à l'origine connu sous le nom de Molineux House, qui servit plus tard comme hôtel et est aujourd'hui le service d'archives de la ville. C'est un bâtiment classé (Grade II), il se situe dans le centre-ville. Il a été construit vers 1720, avec des extensions aux XVIIIe et XIXe siècles. En 1860, le parc a été ouvert au public comme un parc public puis, plusieurs années plus tard, le parc a été loué au Wolverhampton Wanderers FC, pour établir le stade Molineux. L'hôtel a été fermé en 1979, et des travaux de restauration ont commencé en 2005.
La statue du prince Albert qui se trouve sur Queen Square a été érigée en 1866, elle est l'un des sites les plus reconnus au sein de la ville. Elle est également appelée « L'Homme sur le cheval », et a été inaugurée par la reine Victoria, pour ce qui fut sa première apparition publique après la mort du prince Albert.

## Sport
La ville héberge le club de football de Wolverhampton Wanderers.

## Personnalités nées dans la ville
- Jonathan Wild (1683-1725), célèbre criminel.
- Joseph Barney (1753-1832), peintre.
- Alfred Noyes (1880-1958), poète.
- Maggie Teyte (1888-1976), chanteuse lyrique.
- Miles Mander (1888-1946), acteur.
- Jimmy Mullen (1923-1987), footballeur.
- Jack Taylor (1930-2012), arbitre de football.
- Frank R. Hamlin (1935–2000), spécialiste d'onomastique, de la philologie romane.
- Jim Leon (1938-2002), peintre.
- Hugh Porter (1940-), cycliste.
- Dave Holland (1946-), musicien.
- Mervyn King, (1948-), économiste.
- Nigel Bennett (1949-), acteur.
- Helene Valerie Hayman (1949-), femme politique.
- Stuart Baxter (1953-), footballeur.
- Paul Raven (1961-2007), musicien.
- Maria Miller (1964-), femme politique.
- Goldie (1965-), DJ et compositeur de musique électronique.
- Sathnam Sanghera (1976-), journaliste et auteur
- Keith Lowe (1985-), footballeur.
- Mark Davies (1988-), footballeur.
- Liam Payne (1993-2024), auteur-compositeur-interprète et ex-membre de One Direction.
- Scarlxrd (1994-), chanteur.
- Anya Chalotra (1996-), actrice

## Jumelages
- Subotica (Serbie)
- Klagenfurt (Autriche)
- Venise (Italie)
- Jalandhar (Inde)

## Source
- (en) Cet article est partiellement ou en totalité issu de l’article de Wikipédia en anglais intitulé « Wolverhampton » (voir la liste des auteurs).